# オックスフォード・キャッスル (コルベット)
オックスフォード・キャッスル (HMS Oxford Castle, K692) はイギリス海軍のコルベット。キャッスル級。名前はイングランドのオックスフォード城にちなむ。

## 艦歴
北アイルランド、ベルファストのハーランド・アンド・ウルフ社で建造。1943年1月23日発注。1943年6月21日起工。1943年12月11日進水。1944年2月23日就役。
第二次世界大戦中はイギリス・ジブラルタル間の船団の護衛に従事した。
第二次世界大戦を生き残った「オックスフォード・キャッスル」は、1960年9月にブリトンフェリーでスクラップとなった。